# Taurou (affluent de l'Orb)
Ne doit pas être confondu avec Taurou (affluent du Sor).
Le Taurou est une rivière du sud de la France du département de l'Hérault, dans l'ancienne région Languedoc-Roussillon, dans la nouvelle région Occitanie, affluent du fleuve l'Orb.

## Géographie
De 24,9 km de longueur, il prend sa source sur la commune de Cabrerolles, dans l'Hérault, et après un cours dirigé vers le sud se jette dans l'Orb en rive gauche sur la commune de Thézan-lès-Béziers. Il est appelé Tauroussel dans son cours supérieur.

### Communes et cantons traversés
Dans le seul département de l'Hérault, le Taurou traverse les six communes suivantes, de l'amont vers l'aval, de Caussiniojouls (source), Cabrerolles, Autignac, Saint-Geniès-de-Fontedit, Murviel-lès-Béziers, Thézan-lès-Béziers (confluence).

## Affluents
Le Taurou a neuf affluents référencés :
- le Ruisseau de Rebault
- le Ruisseau de Valignères avec deux affluents :
  - le ruisseau des Canavlis,
  - le ruisseau de Montgros,
- Le Tauroussel avec un affluent :
  - le ruisseau du Pontil,
- Ruisseau des Fabres
- Ruisseau des Vieilles Mortes
- Ruisseau des Plantades
- Ruisseau de Saint-Pierre avec deux affluents :
  - le Rieutort,
  - la Riviérette,
- Ruisseau de la Garenne avec un affluent :
  - le ruisseau de Levéjens,
- Ruisseau des Prades

### Rang de Strahler
Donc le rang de Strahler est de trois.